# イディッシュ文化

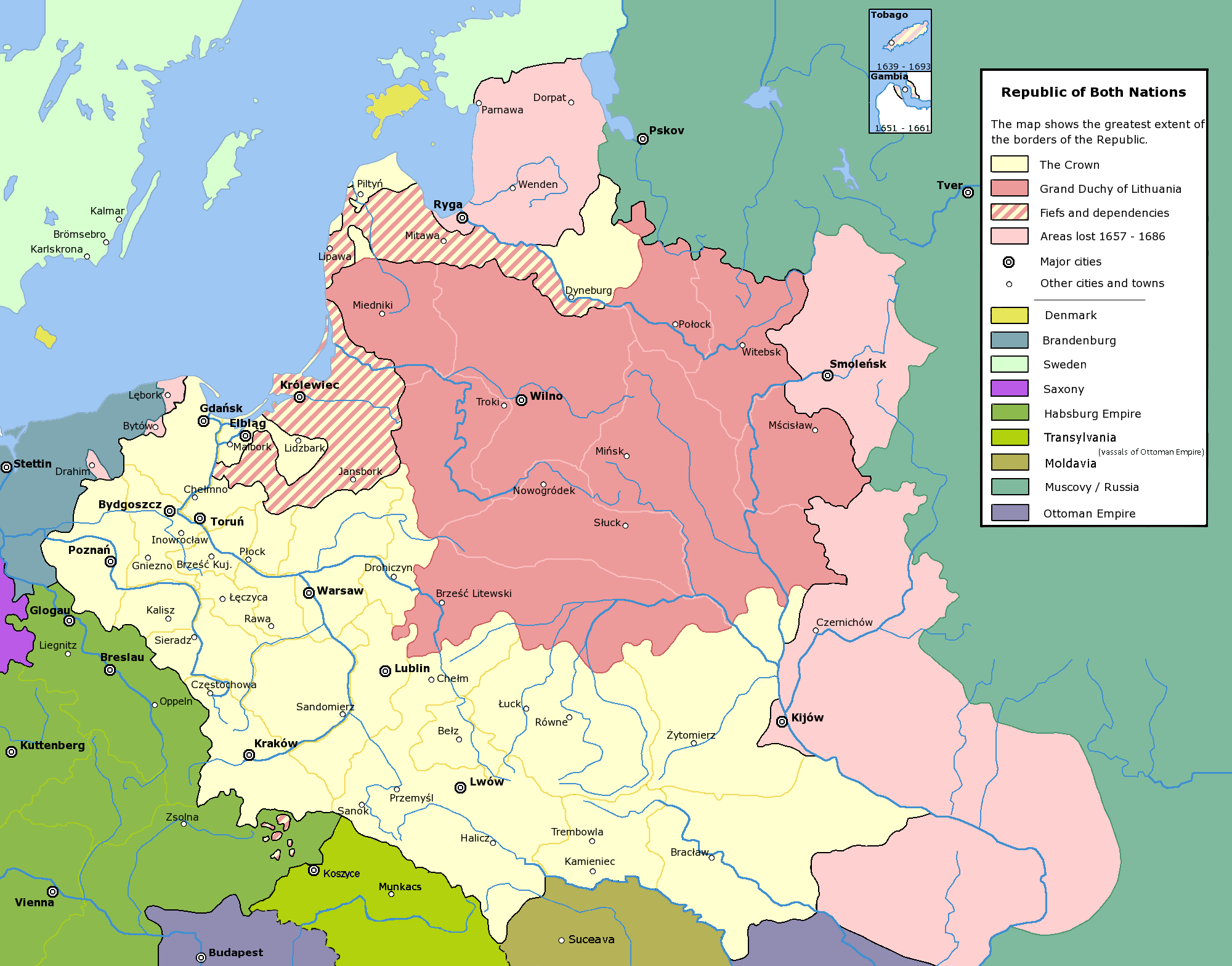
ポーランドの最大領域

イディッシュ文化（yidishkeyt）は、ドイツ以外のドイツ語圏の方言であるイディッシュ語を母語とする人をはじめとする、アシュケナージ系ユダヤ人の文化。文学・音楽・演劇などを含む。現在、イディッシュ文化の中心はアメリカ合衆国・イスラエル・南アフリカなどに移っている。
西方ユダヤ人・同化ユダヤ人・改宗者を含むウィーン学団、ブダペスト学派、プラハのカフェ文化、ウィーン文化、世紀末文化、青年ウィーン（Jung Wien）などはもはや東欧系ユダヤ人（ユダヤ系東欧人）のイディッシュ文化とは言えないが、地域的・時代的に重なり、相互影響が全く無かったわけではないと考えられる。
拡大するとアシュケナジムの文化すべてを紹介することになりかねないので、本項ではイディッシュ語による「ユダヤ性」を持った文化を中心に述べる。
英語版の「List of Austrian Jews」なども参照。西欧・東欧社会におけるユダヤ人の貢献・所産は「ユダヤ人」「アシュケナージ」も参照。

## イディッシュ（語）文学
カテゴリー：Jiddische Literatur、 Yiddish、Yiddish literature Yiddish writers、 Jewish film and theatre も参照
| - ショーレム・アッシュ Sholem Asch - ショーレム・アレイヘム Tevye \| Fiddler on the Roof - シュロイメ・アンスキー Shloime Ansky(Rappaport) - アロン・ヴェルゲリス Aron Vergelis - マックス・エリック Maks Erik - ヨーゼフ・オパトシュ Josef Opatoschu (ドイツ語とイディッシュ語) - エマヌイル・カザケーヴィチ Emanuil Kazakevich (イディッシュ語とロシア語) - アルテル・カチズネ Alter Kacyzne - レーオ・カッツ Leo Katz (ドイツ語とイディッシュ語) - イツハク・カッツェネルソン（カッツネルソン*） Yitzhak Katzenelson; Jizchak Katzenelson - レイブ・クヴィトコ Leib Kvitko - ハイム・グラッデ Chaim Grade - Avrom Ber Gotlober - Abraham Goldfaden - ライゼル・ジフリンスキ Rajzel Zychlinski - マルク・シャガール - ベラ・ローゼンフェルド（シャガール） Bella Rosenfeld(Chagall) - シャガールの妻。イディッシュ語の絵本がある。 - アイザック・シンガー Isaac Bashevis Singer - ノーベル賞作家。 - イズレイル・ジョシュア・シンガー Israel Joshua Singer - アブラハム・スツケヴェル Abraham Sutzkever - メンデレ・スフォリム(メンデル・スフォリム) Mendele Moykher Sforim(Abramowicz) - イズレイル・ゼヴィン Israel Zevin - アハロン・ツェイトリン（アーロン・ツェイトリン） Aaron Zeitlin, Ahron Tseytlin - エリアクム・ツンゼル Eliakum Zunser (詩人) - サラ・バス・トヴィム Sarah Bas Tovim (女性ユダヤ教文学者) - デル・ニステル Der Nister - イジ・ハリク Izi Kharik - デイヴィッド・ピンスキ David Pinski (1872－1959) - イツィク・フェフェル Itzik Feffer - ローレンス・ブッシュ Lawrence Bush - シメオン・フルーグ Simeon Frug - ダヴィト・ベルゲルソン David Bergelson(Dovid Berglson) - イツホク・ペレツ Yitzhok Loeb/Leybush Peretz - ドヴィド・ホフシュテイン Dovid Hofshtein - ペレツ・マルキシュ Peretz Markish - イツィク・マンゲル Itzik Manger - モイシェ・リトヴァコフ Moyshe Litvakov - Yitzkhok Yoel Linetzky - アブラハム・レイゼン Abraham Reisen - リホル・レリェス Ryhor Reles - レオ・ロステン Leo Rosten - モリス・ローゼンフェルド Morris Rosenfeld \| | 年代と地誌に見るイディッシュ文学年譜 - サラ・バス・トヴィム Sarah Bas Tovim (17世紀 - 18世紀初期) (女性ユダヤ教文学者) - アヴロム・ベル・ゴトローベル Avrom Ber Gotlober (1811 ヴォリニア - 1899 ビャウィストク) (イディッシュ語とヘブライ語) - メンデレ・スフォリム (1835-1917) - エリアクム・ツンゼル Eliakum Zunser (1836 リトアニア - 1913 アメリカ)(詩人) - イツホク・ヨエル・リネツキー Yitzkhok Yoel Linetzky (1839 ポドリア – 1915 イスラエル) - アブラハム・ゴルトファーデン Abraham Goldfaden (1840 ヴォリニア – 1908 ニューヨーク) - イツホク・ペレツ (1852-1915) - ショーレム・アレイヘム (1859 キエフ近郊 - 1916) - モリス・ローゼンフェルド (1862 ポーランド - 1923 ニューヨーク) - シュロイメ・アンスキー (1863-1920) - イズレイル・ゼヴィン (1872 - 1926 アメリカ) - デイヴィッド・ピンスキ (1872－1959) - アブラハム・レイゼン (1876 ポーランド(ベラルーシ) - 1953 ニューヨーク) - ショーレム・アッシュ (1880-1957) - モイシェ・リトヴァコフ Moyshe Litvakov (1880-1937年 処刑T) - デル・ニステル Der Nister (1884-1950年 獄死K) - ダヴィト・ベルゲルソン (1884-1952年8月 処刑K) - アルテル・カチズネ Alter Kacyzne (1885 ヴィルナ -1941 ウクライナ) - ヨーゼフ・オパトシュ (1886 ワルシャワ県 -1954 ニューヨーク) - イツハク・カッツェネルソン Jizchak Katzenelson (1886 ミンスク県 - 1944 アウシュヴィッツ) - ドヴィド・ホフシュテイン Dovid Hofshtein (1889-1952年8月 処刑K) - レーオ・カッツ Leo Katz (1892 ブコヴィナ - 1954 ウィーン) (ドイツ語とイディッシュ語) - レイブ・クヴィトコ Leib Kvitko (1893-1952年8月 処刑K) - イズレイル・ジョシュア・シンガー Israel Joshua Singer (1893 ポーランド - 1944 ニューヨーク) - アハロン・ツェイトリン（アーロン・ツェイトリン） (1898 - 1973) - マックス・エリック Maks Erik (1898-1937年 処刑T) - イジ・ハリク Izi Kharik (1898-1937年 処刑T) - ペレツ・マルキシュ (1895-1952年8月 処刑K) - イツィク・フェフェル (1900-1952年8月 処刑K) - アイザック・シンガー Isaac Bashevis Singer (1904 ポーランド - 1991 マイアミ) - レオ・ロステン (1908 ポーランド - 1997 アメリカ) - ライゼル・ジフリンスキ Rajzel Zychlinski (1910 ポーランド - 2001 カリフォルニア) - エマヌイル・カザケーヴィチ Emanuil Kazakevich (1913-1962) - アブラハム・スツケヴェル Abraham Sutzkever (1913 リトアニア - イスラエル) - リホル・レリェス Ryhor Reles (1913 ポーランド(ベラルーシ) - 2004 ベラルーシ) - アロン・ヴェルゲリス Aron Vergelis (-) - ハイム・グラッデ (-) - マルク・シャガール (-) - ベラ・ローゼンフェルド（シャガール） (-) - ローレンス・ブッシュ Lawrence Bush (-) - シメオン・フルーグ (-) - イツィク・マンゲル (-) T - 戦前の粛清 K - 戦後の粛清 |

### 伝説・民話
- ヘルム（ヘウム）
- ゴーレム

### ドイツの西方イディッシュ語文学
- ハーメルンのグリクル Glückel of Hameln (西方ユダヤ人)
- エリヤ・レヴィータ Elia Levita

### ロシア語作家
ロシア文学も参照
- イサーク・バーベリ

### ヘブライ語作家
ヘブライ語文学（cat） | イスラエル文学（cat） | Category:Israeli writers | Category:Modern Hebrew writers | List of Hebrew language authors | List of Hebrew language poets | en:List of Hebrew language playwrights 参照
- イツハク・アルテル (1791-1851)
- アブラハム・レベンゾン (1794-1878)
- アブラハム・マプー Abraham Mapu (1808-1867)
- ミカ・レベンゾン (1828-1852)
- ペレツ・スモレンスキン Peretz Smolenskin (1842-1885年)
- エリエゼル・ベン・イェフダー (1858-1922) ; 現代ヘブライ語
- ミッシャ・ビン・ゴリオン (1865-1921)
- ハイム・ナフマン・ビアリク Hayyim Nahman Bialik (1873-1934) (イディッシュ語・ヘブライ語作家)
- シュムエル・アグノン (1888–1970) - ノーベル賞作家 (イディッシュ語・ヘブライ語作家)
- イェヒエル・デ・ヌール (1917-2001) (イディッシュ語・ヘブライ語作家)

### 演劇・映画
上述のイディッシュ文学と連動していると考えられる。
Category:Jewish film and theatreも参照 （ただ、ウリエル・アコスタなどセファルディム系演劇も含んでいる）
- イディッシュ劇場 Yiddish theatre

「ユダヤ劇場」あるいは「イディッシュ劇場」のある（あった）都市
西方イディッシュ語劇場の中には、キリスト教徒もいた；
ヴィルナ
ウッチ
ワルシャワ
クラクフ
レンベルク
ヤシ
ブクレシュティ : 国立ユダヤ劇場 State Jewish Theater
ブカレスト・イディッシュ・スタジオ劇場 Bucharest Yiddish Studio Theater
ブダペシュト（1889年ブダペスト演芸協会（ブダペスター）設立）
ウィーン（1908年が最初～1938年）
バーデン（現在も運営）
テルアビブ - ヘブライ語劇団ハビマー（ハビマ劇団） Habima Theater もある
ニューヨーク
ヒーブルー・アクターズ・ユニオン　Hebrew Actors' Union

#### 俳優・作家
映画、俳優
- シーリア・アドラー　Celia Adler
- ヤコブ・アドレル（ヤコブ・アドラー）　Jacob Pavlovitch Adler
- サラ・アドラー　Sara Adler
- ソーニャ・アドラー　Sonya Adler
- ステラ・アドラー Stella Adler
- イスライル・ベルコヴィチ　Israil Bercovici
- ベルル・ブローダーとブローダー・ゼンガー　Berl Broder & Broder singer
- リチャード・ドレイファス　Richard Dreyfuss （イディッシュ劇場出身）
- モイシェ・フィンケル　Moishe Finkel
- イジドア・ゴールデンバーグ　Isidor Goldenberg
- アブラム・ゴルトファーデン Abraham Goldfaden
- ソヘル・ゴルトシュタイン　Sokher Goldstein
- ヤコブ・ゴルディン（ジェイコブ・ゴーディン）　Jacob Gordin
- ジョーゼフ・グリーン　Joseph Green
- アンネッタ・グロドナー　Annetta Grodner
- イスラエル・グロドナー　Israel Grodner
- ペレツ・ヒルシュベイン（ハーシュバイン） Peretz Hirshbein
- モーゼス・ホロヴィッツ　Moses Horowitz
- ヤコブ・スピヴァコフスキー　Jacob Spivakofsky
- ベルタ・カリチ　Bertha Kalich
- イダ・カミンスキ　Ida Kamiński
- ソフィア・カープ　Sophia Karp
- サム・カステン　Sam Kasten
- デイヴィッド・ケスラー　David Kessler
- ジョーゼフ・ラタイナー　Joseph Lateiner
- オシップ・レルネル Osip Mikhailovich Lerner
- ケニ・リプツィン　Keni Liptzin
- シドニー・ルメット Sidney Lumet （イディッシュ劇場出身）
- ルドルフ・マークス　Rudolph Marks
- ウォルター・マッソー Walter Matthau　（イディッシュ劇場出身）
- ソロモン・ミホエリス　Solomon Mikhoels
- ポール・ミューニ　Paul Muni | Moony Weisenfreund
- シグムンド・モグレスコ　Sigmund Mogulesko
- モイシェ・オイシェル Moishe Oysher
- イスラエル・ローゼンベルグ　Israel Rosenberg
- ルートヴィヒ・ザッツ　Ludwig Satz
- アバ・シェーンゴルド　Abba Schoengold
- アンネッタ・シュウォーツ　Annetta Schwartz
- マーガレッタ・シュウォーツ　Margaretta Schwartz
- N・M・シェイケヴィチ　N.M. Sheikevitch
- ディナ・シュテティン Dinah Shtettin
- ヘルシュ・レイブ・シゲター Hersh Leib Sigheter
- ゾーロモン・シュトラーマー　Solomon Stramer
- ヤコブ・スピヴァコフスキー　Jacob Spivakovsky
- ヤコブ・シュテルンベルグ　Jacob Sternberg
- ベッシー・トマシェフスキー Bessie Thomashefsky
- ボリス・トマシェフスキー Boris Thomashefsky
- ジェニー・ヴァリエール Jenny Valliere
- ヴェルヴル・ズバルジェル＝エーレンクランツ Velvel Zbarzher-Ehrenkrantz

#### 主な作品
- ドナ・ドナ（劇中歌）

- ミレレ・エフロス　Mirele Efros
- ディブック
- マイヤー・ランスキーの題材
- 素敵なあなた (Bei Mir Bistu Shein)

### 各地の民俗音楽の一員として
下の外部リンクはムジカーシュによるマラムレシュおよびトランシルバニアのユダヤ音楽の復刻版CDである。音楽にはハンガリー的・ルーマニア的要素がふんだんに取り込まれている。ユダヤ人はこうして地元の文化を積極的に活用し、同化・共存していたのである。
- Lost Jewish Music of Transylvania

このように、モルダヴィア民謡や時にチャーンゴーの旋律とも共通点のあるような旋律が、ハシッドの踊りに用いられた。

### クレズマー
- ブガリャスカ Bu(l)garească / Bulgarisch (ルーマニア以東に見られる踊り)

- イディッシュ民衆音楽；
  - 我がシュテットル・ベルツ Belts, mayn shtetele Belts （サースレーゲンの踊り Szászrégeni tánc）

ロシア人のオルシャネツキー Olshanetsky 作詞、ハンガリー人のヤコプス Jacobs 作曲
- - ドナ・ドナ Dona Dona
  - 煙草 Papirosn
  - グロースヴァルダインへ Nach Großwardein
  - 私のイディッシェ・ママ Mayn yidishe mome

Löw Pollack 作詞 & Jack Yellen 作曲
- - 素敵なあなた Bei Mir Bestu Shein

参考；イディッシュ語の歌

### シオニズムの歌とイスラエル音楽
イスラエルの国歌・ハーティクワーはベッサラビアとガリチア出身の二人が作詞作曲に関わり、モルダビア民謡の旋律が基礎に用いられたという。このようなポトカルパチア（カルパチアの北）の風土の中からシオニズムの賛歌も生まれていったと見ることもできる。
- ホラ
- マイム・マイム

## 宗教・哲学・思想
- ヴィルナのガオン
- バアル・シェム・トーヴ;ハシディズム
- ナフマン・ブラツラフ;ブラツラフ派
- マルティン・ブーバー

## 政治・体制
例えばウィーンにも、もともと東方ユダヤ人の家系の者が多い。ビルンバウム、ブーバー、ヘルツル、ノルダウなどである。
- テオドール・ヘルツル
- アハド・ハアム
- ジーモン・ヴィーゼンタール

## 美術・建築
- 西方にて
エコール・ド・パリ

## 主な研究者、研究機関
- 上田和夫（ドイツ文学者）
- 野村真理（西洋史学者）
- 中澤英雄（ドイツ文学者）
- 佐藤康彦（ドイツ文学者）
- 西成彦（ポーランド文学・ロシア文学者）
- 沼野充義（ポーランド文学・ロシア文学者）
- 邦高忠二（アメリカ文学者）
- みやこうせい（写真家、エッセイスト）
- 水野信夫（ユダヤ音楽の研究者）
- YIVOユダヤ調査研究所
- 全米イディッシュ図書センター (en:National Yiddish Book Center)